# Cupa Orașelor Târguri 1960-1961

## Optimi de finală
| Echipa 1                     | Total  | Echipa 2                 | Turul I | Turul II | Baraj |
| ---------------------------- | ------ | ------------------------ | ------- | -------- | ----- |
| Selecționata Leipzig         | 6 – 6  | Selecționata Belgrad     | 5 – 2   | 1 – 4    | 0 – 2 |
| FC Internazionale Milano Spa | 14 – 3 | Hannoverscher SV 1896 eV | 8 – 2   | 6 – 1    |       |
| RU Saint-Gilloise            | 1 – 4  | AS Roma SpA              | 0 – 0   | 1 – 4    |       |
| Olympique Lyonnais           | 3 – 4  | 1. FC Köln 01/07 eV      | 1 – 3   | 2 – 1    |       |
| Selecționata Zagreb          | 4 – 5  | FC Barcelona             | 1 – 1   | 3 – 4    |       |
| Birmingham City FC           | 5 – 3  | Újpesti Dózsa SC         | 3 – 2   | 2 – 1    |       |
| Kjøbenhavns Boldklub         | 11 – 4 | Selecționata Basel       | 8 – 1   | 3 – 3    |       |

Calificată direct: Hibernian FC Edinburgh (FC Lausanne-Sport s-a retras}.

### Turul I
| Selecționata Leipzig                                              | 5 – 2 | Selecționata Belgrad         |
| ----------------------------------------------------------------- | ----- | ---------------------------- |
| Heydenreich 29', 38' Frenzel 34' Krause 76' Trolitzsch 87' (pen.) |       | Kovacevic 33' Mihajlovic 73' |

| FC Internazionale Milano Spa                                                           | 8 – 2 | Hannoverscher SV 1896 eV |
| -------------------------------------------------------------------------------------- | ----- | ------------------------ |
| Bicicli 21' Zaglio 55' Lindskog 63' (pen.) 73' Corso 70' 76' Firmani 79' Angelillo 90' |       | Heiser 49' Fischer 61'   |

| RU Saint-Gilloise | 0 – 0 | AS Roma SpA |
| ----------------- | ----- | ----------- |
|                   |       |             |

| Olympique Lyonnais | 1 – 3 | 1. FC Köln 01/07 eV             |
| ------------------ | ----- | ------------------------------- |
| Roubaud 4' (pen.)  |       | Müller 55' Rühl 70' Schwier 76' |

| Selecționata Zagreb | 1 – 1 | FC Barcelona   |
| ------------------- | ----- | -------------- |
| Gensana 61' (a.g.)  |       | Villaverde 25' |

| Birmingham City FC         | 3 – 2 | Újpesti Dózsa SC |
| -------------------------- | ----- | ---------------- |
| Gordon 29', 83' Astall 62' |       | Göröcs 15', 49'  |

| Kjøbenhavns Boldklub                                                         | 8 – 1 | Selecționata Basel |
| ---------------------------------------------------------------------------- | ----- | ------------------ |
| Petersen 18', 44', 60' Clausen 62' J. Sørensen 72', 76', 86' O. Sørensen 80' |       | Hügi II 34'        |

### Turul II
| Hannoverscher SV 1896 eV | 1 – 6 | FC Internazionale Milano Spa                                                         |
| ------------------------ | ----- | ------------------------------------------------------------------------------------ |
| Heiser 4'                |       | Angelillo 25' Corso 40' Lindskog 55' Bicchierai 75' Wieczorek 77' (o.g.) Firmani 85' |

FC Internazionale Milano SpA s-a calificat cu scorul general 14–3.
| Selecționata Belgrad                                 | 4 – 1 | Selecționata Leipzig |
| ---------------------------------------------------- | ----- | -------------------- |
| Tasić 12' Mihajlović 60', 90' Prljincević 73' (pen.) |       | Stiller 24'          |

La scorul general 6–6 s-a disputat un meci de baraj.
| 1. FC Köln 01/07 eV | 1 – 2 | Olympique Lyonnais      |
| ------------------- | ----- | ----------------------- |
| Sturm 20'           |       | Gardon 67' N'Jo Léa 80' |

1. FC Köln 01/07 eV s-a calificat cu scorul general 4–3.
| FC Barcelona                                           | 4 – 3 | Selecționata Zagreb             |
| ------------------------------------------------------ | ----- | ------------------------------- |
| Luis Suárez 29' E. Martínez 53' Gensana 65' Czibor 72' |       | Lamza 18' Marković 27' Čonč 84' |

FC Barcelona s-a calificat cu scorul general 5–4.
| Újpesti Dózsa SC | 1 – 2 | Birmingham City FC  |
| ---------------- | ----- | ------------------- |
| Szusza 63'       |       | Rudd 87' Singer 90' |

Birmingham City FC s-a calificat cu scorul general 5–3.
| AS Roma SpA                                            | 4 – 1 | RU Saint-Gilloise  |
| ------------------------------------------------------ | ----- | ------------------ |
| Giuliano 6' Menichelli 21' Manfredini 39' Lojacono 76' |       | Dirickx 81' (pen.) |

AS Roma SpA s-a calificat cu scorul general 4–1.
| Selecționata Basel       | 3 – 3 | Kjøbenhavns Boldklub |
| ------------------------ | ----- | -------------------- |
| Hügi II Kirchhofer Siedl |       | Ravn O. Sørensen     |

Kjøbenhavns Boldklub s-a calificat cu scorul general 11–4.

### Baraj
| Selecționata Belgrad   | 2 – 0 | Selecționata Leipzig |
| ---------------------- | ----- | -------------------- |
| Skoblar 10' Kostić 49' |       |                      |

Selecționata Belgrad s-a calificat.

## Sferturi de finală
| Echipa 1                     | Total | Echipa 2               | Turul I | Turul II | Baraj |
| ---------------------------- | ----- | ---------------------- | ------- | -------- | ----- |
| Kjøbenhavns Boldklub         | 4 – 9 | Birmingham City FC     | 4 – 4   | 0 – 5    |       |
| FC Barcelona                 | 6 – 7 | Hibernian FC Edinburgh | 4 – 4   | 2 – 3    |       |
| 1. FC Köln 01/07 eV          | 2 – 2 | AS Roma SpA            | 0 – 2   | 2 – 0    | 1 – 4 |
| FC Internazionale Milano Spa | 5 – 1 | Selecționata Belgrad   | 5 – 0   | 0 – 1    |       |

### Turul I
| Kjøbenhavns Boldklub                     | 4 – 4 | Birmingham City FC              |
| ---------------------------------------- | ----- | ------------------------------- |
| Ravn 34' Clausen 65', 79' Torstensen 84' |       | Gordon 36', 57' Singer 49', 61' |

| FC Barcelona                      | 4 – 4 | Hibernian FC Edinburgh                |
| --------------------------------- | ----- | ------------------------------------- |
| Kocsis 36', 53', 83' Evaristo 89' |       | Baker 7', 74' MacLeod 18' Preston 72' |

| 1. FC Köln 01/07 eV | 0 – 2 | AS Roma SpA                           |
| ------------------- | ----- | ------------------------------------- |
|                     |       | Manfredini 51' Stollenwerk 70' (a.g.) |

| FC Internazionale Milano Spa                | 5 – 0 | Selecționata Belgrad |
| ------------------------------------------- | ----- | -------------------- |
| Morbello 8' Bicicli 51' 80' Firmani 74' 87' |       |                      |

### Turul II
| Birmingham City FC                                     | 5 – 0 | Kjøbenhavns Boldklub |
| ------------------------------------------------------ | ----- | -------------------- |
| Stubbs 4', 67' Harris 48' Hellawell 50' Bloomfield 53' |       |                      |

Birmingham City FC s-a calificat cu scorul general 9–4.
| AS Roma SpA | 0 – 2 | 1. FC Köln 01/07 eV         |
| ----------- | ----- | --------------------------- |
|             |       | Kremer 58' Schnellinger 82' |

La scorul general 2–2 s-a disputat un meci de baraj.
| Hibernian FC Edinburgh                   | 3 – 2 | FC Barcelona            |
| ---------------------------------------- | ----- | ----------------------- |
| Baker 10' Preston 74' Kinloch 85' (pen.) |       | Martinez 29' Kocsis 44' |

Hibernian FC Edinburgh s-a calificat cu scorul general 7–6.
| Selecționata Belgrad | 1–0 | FC Internazionale Milano Spa |
| -------------------- | --- | ---------------------------- |
| Skoblar 54'          |     |                              |

Internazionale Milano s-a calificat cu scorul general 5–1.

### Baraj
| AS Roma SpA                                 | 1 – 4 | 1. FC Köln 01/07 eV |
| ------------------------------------------- | ----- | ------------------- |
| Manfredini 42' 70' Lojacono 60' Pestrin 71' |       | Müller 84'          |

AS Roma s-a calificat.

## Semifinale
| Echipa 1                     | Total | Echipa 2           | Turul I | Turul II | Baraj |
| ---------------------------- | ----- | ------------------ | ------- | -------- | ----- |
| Hibernian FC Edinburgh       | 5 – 5 | AS Roma SpA        | 2 – 2   | 3 – 3    | 0 – 6 |
| FC Internazionale Milano Spa | 2 – 4 | Birmingham City FC | 1 – 2   | 1 – 2    |       |

### Turul I
| Hibernian FC Edinburgh | 2 – 2 | AS Roma SpA      |
| ---------------------- | ----- | ---------------- |
| Baker 47' MacLeod 82'  |       | Lojacono 14' 63' |

| FC Internazionale Milano Spa | 1 – 2 | Birmingham City FC            |
| ---------------------------- | ----- | ----------------------------- |
| Firmani 67'                  |       | Harris 12' Balleri 41' (a.g.) |

### Turul II
| AS Roma SpA                     | 3 – 3 | Hibernian FC Edinburgh    |
| ------------------------------- | ----- | ------------------------- |
| Manfredini 23' 67' Lojacono 72' |       | Kinloch 31' 64' Baker 81' |

La scorul general 5–5 s-a disputat un meci de baraj.
| Birmingham City FC | 2 – 1 | FC Internazionale Milano Spa |
| ------------------ | ----- | ---------------------------- |
| Harris 4', 62'     |       | Masiero 66'                  |

Birmingham City s-a calificat cu scorul general 4–2.

### Baraj
| AS Roma SpA                                              | 6 – 0 | Hibernian FC Edinburgh |
| -------------------------------------------------------- | ----- | ---------------------- |
| Manfredini 1', 9', 35', 57' Menichelli 69' Selmosson 72' |       |                        |

AS Roma s-a calificat.

## Finala

### Turul I
| Birmingham City FC | Birmingham City FC | AS Roma SpA | AS Roma SpA |
| | \| Finala \| \| 27 septembrie 1961, ora 19:00 la Birmingham (Saint Andrew’s) \| \| Scor: 2 – 2 (0 – 1) \| \| Spectatori: 21.055 \| \| Arbitru: Bob Davidson, Scoția \|                                                                          |             |             |
| - Johnny Schofield - Brian Farmer - Graham Sissons - Terry Hennessey - Winston Foster - Malcolm Beard - Mike Hellawell - Jimmy Bloomfield - Jimmy Harris - Bryan Orritt - Bertie Auld Antrenor: Gil Merrick | - Fabio Cudicini - Alfio Fontana - Giulio Corsini - Luigi Giuliano - Giacomo Losi - Sergio Carpanesi - Alberto Orlando - Dino da Costa - Pedro Waldemar Manfredini - Antonio Valentín Angelillo - Giampaolo Menichelli Antrenor: Luis Carniglia |             |             |
| 1 – 2 Mike Hellawell (78) 2 – 2 Bryan Orritt (85) | 0 – 1 Pedro Manfredini (30) 0 – 2 Pedro Manfredini (56) |             |             |
| Finala | |             |             |
| 27 septembrie 1961, ora 19:00 la Birmingham (Saint Andrew’s) | |             |             |
| Scor: 2 – 2 (0 – 1) | |             |             |
| Spectatori: 21.055 | |             |             |
| Arbitru: Bob Davidson, Scoția | |             |             |

### Turul II
| AS Roma SpA | AS Roma SpA | Birmingham City FC | Birmingham City FC |
| | \| Finala \| \| 11 octombrie 1961, ora 15:00 la Roma (Stadio Olimpico) \| \| Scor: 2 – 0 (0 – 0) \| \| Spectatori: 60.000 \| \| Arbitru: Pierre Schwinte, Franța \|                                        |                    |                    |
| - Fabio Cudicini - Alfio Fontana - Giulio Corsini - Paolo Pestrin - Giacomo Losi - Sergio Carpanesi - Alberto Orlando - Francisco Lojacono - Pedro Waldemar Manfredini - Antonio Valentín Angelillo - Giampaolo Menichelli Antrenor: Luis Carniglia | - Johnny Schofield - Brian Farmer - Graham Sissons - Terry Hennessey - Trevor Smith - Malcolm Beard - Mike Hellawell - Jimmy Bloomfield - Jimmy Harris - Bryan Orritt - Jimmy Singer Antrenor: Gil Merrick |                    |                    |
| 1 – 0 Brian Farmer (56) 2 – 0 Paolo Pestrin (90) | |                    |                    |
| Finala | |                    |                    |
| 11 octombrie 1961, ora 15:00 la Roma (Stadio Olimpico) | |                    |                    |
| Scor: 2 – 0 (0 – 0) | |                    |                    |
| Spectatori: 60.000 | |                    |                    |
| Arbitru: Pierre Schwinte, Franța | |                    |                    |

## Golgheteri
12 goluri
- Pedro Manfredini (AS Roma SpA)

5 goluri
- Eddie Firmani (FC Internazionale Milano Spa)
- Francisco Lojacono  (AS Roma SpA)

4 goluri
- Joe Baker (Hibernian FC Edinburgh)
- John Gordon (Birmingham City FC)
- Jimmy Harris (Birmingham City FC)
- Sándor Kocsis (FC Barcelona)